# Locomotive SFV 1-4
Le locomotive SFV 1 ÷ 4 erano un piccolo gruppo di locotender a vapore, a scartamento ridotto di 950 mm, che la Società delle Ferrovie Vicinali (SFV) ordinò per la trazione di treni cantiere sulla linea in costruzione Roma-Fiuggi-Alatri-Frosinone. In seguito alla elettrificazione della linea, esse, vennero cedute alla Mediterranea Calabro Lucane (MCL)  che ne immatricolò solo tre nel gruppo 161 ÷ 163.

## Storia

### Le premesse
Le locomotive vennero ordinate nel 1911, in numero di due, dalla Società delle Ferrovie Vicinali alla fabbrica Borsig di Berlino per il traino dei treni cantiere per il trasporto di materiali necessari alla costruzione della propria linea a scartamento ridotto Roma - Fiuggi - Frosinone. Le locomotive vennero consegnate il 30 dicembre dello stesso anno e "battezzate" con i nomi di "Roma" e "Genazzano". Nel 1912, in seguito all'inizio dei lavori di costruzione della seconda tratta, da Genazzano in poi, vennero ordinate altre due unità consegnate rispettivamente, la 3 (chiamata "Frosinone") il 30 dicembre dello stesso anno e la 4 (denominata "Fiuggi") il 13 ottobre del 1913. 
Il 14 luglio 1917 vennero ultimati i lavori previsti, la linea venne completata e fu attivato l'esercizio a trazione elettrica; le locomotive a vapore vennero quindi accantonate in deposito.
Nel 1919 la Società anonima per l'esercizio della ferrovia Fontago-Montepulciano (SAF), esercente la linea Montepulciano-Fontago si mostrò interessata all'acquisto delle suddette macchine per sostituire le proprie locomotive a vapore "Mallet" (acquistate usate dalla Società per le Ferrovie Adriatico Appennino) che si erano rivelate problematiche nell'esercizio; chiese ed ottenne in noleggio, per svolgere le prove di trazione, l'unità 3 e la utilizzò per prove riservandosi di acquistare in caso positivo l'intero gruppo. L'acquisto non si concretizzò perché nel frattempo la SAF aveva concluso positivamente uno scambio con la società esercente la Ferrovia delle Dolomiti tra le proprie due locomotive Mallet e quattro piccole locomotive da campo di costruzione austriaca non più utilizzate.

### L'esercizio sulle linee MCL
Le locomotive attirarono l'interesse della Società per le Strade Ferrate del Mediterraneo, esercente la rete delle Ferrovie Calabro Lucane (MCL-Mediterranea-Calabro-Lucane) che richiese ed ottenne l'autorizzazione ministeriale all'acquisto dell'intero lotto con DM 20 ottobre 1922. Le unità 1, 2 e 4, tra il 1924 e il 1925 vennero trasferite al deposito locomotive MCL di Cosenza, ove erano presenti le officine, per il necessario controllo e adeguamento all'esercizio. Fu quindi costituito il gruppo di locomotive 160 e ricevettero la numerazione progressiva 161-163 dopodiché vennero assegnate al deposito locomotive di Soverato per l'esercizio sulla linea Soverato-Chiaravalle Centrale dove svolsero servizio fino all'entrata in esercizio delle "Emmine"; il loro impiego venne quindi limitato ai treni merci o di servizio. Delle prime due unità si perdono le tracce dallo seconda guerra mondiale mentre la "163" sopravvisse, accantonata a Soverato, fino all'inizio degli anni sessanta.
L'unità SFV 3 che all'atto dell'acquisto si trovava ancora sulla ferrovia di Montepulciano giunse solo nel 1928 sulla rete MCL e fu assegnata al deposito locomotive MCL di Bari ma non risulta immatricolata nel parco di trazione per l'esercizio. L'impiego della stessa sembra essere stato solo il traino di treni cantiere per la costruzione delle linee Matera-Pisticci e Altamura-Avigliano; un'immagine fotografica la ritrae all'opera nella stazione di Avigliano Lucania tra 1929 e 1930. Nel settembre del 1939 la ex "Frosinone" ormai non occorrente venne acquistata da una società di Reggio Emilia che si occupava di compravendite di materiale ferroviario usato; non si conosce la fine della stessa.

## Caratteristiche
Le locomotive del piccolo gruppo facevano parte di un progetto standard, adatto all'uso misto passeggeri e merci, della fabbrica tedesca Borsig che veniva adattato alle esigenze del cliente ma che manteneva le sue caratteristiche di robustezza a affidabilità.
La lunghezza tra i respingenti inferiore ai sette metri unita al passo rigido corto, appena 2.150 m la rendeva adatta anche ai raggi di curvatura più stretti ma per contro non era in grado di tenere una velocità maggiore di 25/30 km/h pena un moto di "galoppamento" accentuato.
Il telaio su cui poggiava l'intera struttura e la caldaia era in lamiere d'acciaio. Le ruote avevano il diametro di 910 mm ed erano sospese ad esso mediante balestre interne con bilancieri per la ripartizione del carico sugli assi. La caldaia, della superficie tubiera di 56,03 m², era tarata a 12 bar; veniva alimentata da un forno la cui superficie di griglia era di 1,013 m², la sua superficie di scambio, in alto e laterale di 5,087 m², contribuiva ad aumentare la superficie di riscaldamento totale dell'acqua; forniva vapore saturo al motore a semplice espansione, a 2 cilindri esterni al telaio.
La distribuzione era la classica a cassetto piano con meccanismo di azionamento di tipo Walschaerts. La coppia motrice veniva applicata al terzo asse (senso marcia) che tramite biella di accoppiamento la trasmetteva agli altri due assi. Ciò rendeva la macchina in grado di applicare l'intera massa quale massa aderente ai fini della trazione.
Ai fini della frenatura la locomotiva era dotata di compressore d'aria per il freno pneumatico Westinghouse e per il freno moderabile della locomotiva; completava l'impianto frenante il freno a vite azionato a mano dal personale di condotta.

## Dati statistici
| Numero e nome SFV | Fabbrica e numero | anno di fabbricazione | Numero SAF | Numero MCL | Alienazione | Demolizione        |
| ----------------- | ----------------- | --------------------- | ---------- | ---------- | ----------- | ------------------ |
| 1 - Roma          | Borsig 8102       | 1911                  | -          | 161        | ?           | ?                  |
| 2 - Genazzano     | Borsig 8103       | 1911                  | -          | 162        | ?           | ?                  |
| 3 - Frosinone     | Borsig 8496       | 1912                  | 3          | 3          | 1939        | ?                  |
| 4 - Fiuggi        | Borsig 8758       | 1913                  | -          | 163        | ?           | fine anni sessanta |